# Ricardo Armas
Ricardo Armas Ponce (Caracas, 23 de noviembre de 1952) es un fotógrafo venezolano. Reconocido con el Premio Nacional de Cultura de Venezuela, mención Fotografía en 1997.

## Biografía
En 1972 abandona los estudios de Arquitectura que cursa en la Universidad Central de Venezuela para dedicarse a la fotografía, en especial al documentalismo y el retrato. Entre 1974-1975 trabaja como fotógrafo de la revista nacional de teatro Escena, editada por el Instituto Nacional de Cultura y Bellas Artes (Inciba).  Publica en las revistas Libros al día, M (Corimon), Imagen (Inciba) y Crisis, así como también en los diarios El Universal y El Nacional. Entre 1975-1978 es el fotógrafo oficial del Ballet Internacional de Caracas. Retrata entre 1976-1978 a los artistas plásticos venezolanos más destacados, con la finalidad de conformar el archivo visual de la Galería de Arte Nacional, donde dirige las labores fotográficas.
En 1976, realiza en el Museo de Arte Contemporáneo de Caracas su primera exposición individual, titulada Venezuela. Ese mismo año se constituye la asociación libre El Grupo. Participan Luis Brito, Alexis Pérez-Luna, Ricardo Armas, Vladimir Sersa y Jorge Vall. Posteriormente se unirá Fermín Valladares. Producto de esta experiencia grupal, surgen las muestras A gozar la realidad (1976), El Grupo (1977) y Letreros que se ven (1979); de este último trabajo se editará un libro, así como distintas publicaciones.
En 1977 expone en la Fototeca –dirigida por María Teresa Boulton y Paolo Gasparini– un conjunto de 14 fotografías que denuncian los problemas y las desigualdades del país.  Armas experimenta con el montaje al encapsular las imágenes entre vidrios e incorporar materiales orgánicos.
En 1978 el Ministerio de Relaciones Exteriores edita el libro Venezuela. Recopila las 84 imágenes expuestas en 1976 en el Museo de Arte Contemporáneo de Caracas.
Se traslada a la ciudad de Nueva York en 1979, donde realiza cursos de cine y fotografía en la New York University. Entre 1980-1982 cursa estudios especializados en el International Center of Photography.
En 1981 expone en Caracas –junto a Lydia Fischer– su primer portafolio de Nueva York. Al año siguiente expone en la Librería de la Sala Mendoza sus Calotipos, cuyo tema son objetos cotidianos y naturalezas muertas. La muestra es el resultado de una etapa de experimentación con técnicas fotográficas de impresión como el calotipo y el cianotipo. 
Regresa a Venezuela en 1983 y asume la dirección de la Unidad de Fotografía del Museo de Arte Contemporáneo de Caracas donde permanecerá hasta 1990. Organiza el archivo fotográfico de la institución, prepara el registro fotográfico de las obras de arte y retrata a artistas como Robert Rauschenberg, Alejandro Otero y Jesús Soto (por nombrar solo algunos). Promueve también la creación del Salón de la joven fotografía. Se une al cuerpo docente del Instituto de Diseño de la Fundación Neumann, por invitación de su director, John Lange, donde dicta clases de fotografía hasta 1985.
Desde 1985 y hasta 1996 imparte clases privadas de fotografía en los talleres Manoa en Caracas, espacio fundado por él con la finalidad de transmitir a las nuevas generaciones el conocimiento adquirido durante su permanencia en Nueva York. Expone en la Galería El Daguerrotipo –dirigida por Vasco Szinetar– 32 fotografías que incluyen paisajes de Venezuela, tomados entre 1972 y 1973, así como de la ciudad de Nueva York. En 1987 obtiene el Segundo Premio en el Salón Nacional de Fotografía organizado por Fundarte.
En 1989 trabajar en sus grandes mosaicos de imágenes a los que llamó Surtidos. Con esta serie obtiene una Mención de Honor en la Tercera Bienal de Artes Visuales Christian Dior. En 1994 obtiene el Premio Eladio Alemán Sucre en la LII edición del Salón de Artes Visuales Arturo Michelena con la obra Tal cual y hace la curaduría de la serie de Luis Brito Semana Santa en Sevilla.
A partir de 1996 se residencia en Brooklyn. Expone en el Consulado General de Venezuela en Nueva York, bajo el título Unexpected Landscapes. La muestra reúne tres conjuntos fotográficos que dan cuenta de su visión de la fotografía documentalista desde un recorrido por sus 25 años de carrera (1974-1996).
En 1997 es reconocido con el Premio Nacional de Cultura, mención Fotografía. Realiza la curaduría de la muestra Grandes fotógrafos en colecciones venezolanas, en el Centro de Arte La Estancia (Caracas). En 2003 vuelve a exhibir su trabajo fotográfico en Venezuela. Bajo el título Ricardo Armas. Obra reciente, expone en la Universidad Metropolitana tres de sus series: Los chamos de Erasmus, trabajo que gira en torno a la experiencia terapéutica de un grupo de jóvenes estudiantes (todos pertenecientes a la Erasmus Hall High School de Brooklyn); El Señor misterioso, una investigación sobre una singular figura fabricada en China del doctor José Gregorio Hernández, encontrada en una tienda de la séptima avenida de Brooklyn (Nueva York); y, por último, Autofragmentos, constituida por un grupo de fotos digitales y materiales encontrados en formatos diversos. Al año siguiente expone en la Sala Trasnocho Arte Contacto (TAC), bajo el título Rostrum, 98 retratos de escritores, artistas y personalidades de la cultura venezolana. Muestra también su serie El Señor misterioso. En 2005 se incorpora como profesor a la Escuela de Diseño del Pratt Institute, en Brooklyn, Estados Unidos, donde imparte clases actualmente.
Para celebrar el 30° aniversario de fundación de El Grupo, en 2006 la Galería Spazio Zero organiza la exposición Una vez gozada la realidad. Está constituida por obras de Luis Brito, Alexis Pérez-Luna, Jorge Vall y Ricardo Armas. En 2011 expone en la Galería Cubo 7 Dilatación voluntaria del iris. En este conjunto de imágenes sobre Nueva York, su interés está centrado en tomar nota con su cámara de lo que ve, así como registrar y coleccionar fragmentos que le permitan construir el relato de su experiencia. Realiza la curaduría de la exposición Sitaba en la sala Trasnocho Arte Contacto (TAC) y del libro Oriwarao. Viaje por el bajo delta del Orinoco, ambos proyectos del fotógrafo documentalista Gabriel Osorio.
En 2014 se encarga de la curaduría de El pan nuestro, presentada en la sala Trasnocho Arte Contacto (TAC), recoge 100 fotografías de su padre (el escritor Alfredo Armas Alfonzo) conectar el ojo del escritor y su narrativa. Para lograr esto, se sirvió de las fotos que el autor de El osario de Dios tomó durante sus viajes por Venezuela, Italia y Nueva York. Al año siguiente en el marco de la exposición Mundo Nenia. Gerd Leufert 1914-2014, organizada por la Galería Oficina #1, se exhibe el registro fotográfico que hizo de las Nenias, exposición realizada en 1985 en el Museo de Bellas Artes de Caracas.

## Premios y reconocimientos
- 1993 Mención de honor, III Bienal Christian Dior, Centro Cultural Consolidado, Caracas
- 1994 Premio Eladio Alemán Sucre, LII Salón Arturo Michelena
- 1997 Premio Nacional de Fotografía, Caracas

## Colecciones
- Biblioteca Nacional
- Colección Cisneros, Caracas
- Fundación Noa Noa, Caracas
- Galería de Arte Nacional
- Museo Alejandro Otero
- Museo de Bellas Artes
- Museo de Arte Moderno Jesús Soto